# 小行星1704
小行星1704（1704 Wachmann）是一颗围绕太阳公转的小行星。1924年3月7日，卡爾·威廉·萊茵姆特在海德堡发现了此天体。
該小行星以德國天文學家阿諾·阿圖爾·瓦赫曼命名。
这颗小行星的绝对星等为280.67068等。